# Aguiarnópolis
Aguiarnópolis é um município brasileiro no interior do estado do Tocantins, Região Norte do Brasil. Localiza-se a uma latitude 06º33'45" sul e a uma longitude 47º27'59" oeste, na região intermediária de Araguaína e na região imediata de Tocantinópolis, ocupando área de 236,792 km². A altitude média é de 150 metros.[carece de fontes?].
Na divisão regional do estado para fins de planejamento, situa-se na macrorregião Norte e na região do Bico do Papagaio, a uma distância de 488 km da capital, Palmas.
Segundo Censo 2022, a população é constituída de 4 497 pessoas, com estimativa de 4 537 habitantes em 2024, sendo o 4 441º município mais populoso do país e o 73º no ranking estadual. O PIB em 2021 foi de R$ 165 479,833 mil.
Tendo o rio Tocantins como grande referencial geográfico, Aguiarnópolis é especialmente ligada à vizinha Estreito, no estado do Maranhão, formando uma conurbação interestadual. O município também está na área de abrangência da Usina Hidrelétrica de Estreito.
O atual prefeito é Wanderly Dos Santos Leite, do partido Republicanos. O político governa o município desde 2021.

## História
Aguiarnópolis foi elevado à categoria de município no dia 26 de maio de 1994, tendo sido desmembrado do município de Tocantinópolis. Sua instalação aconteceu no dia 1º de janeiro de 1997.

## Imagens

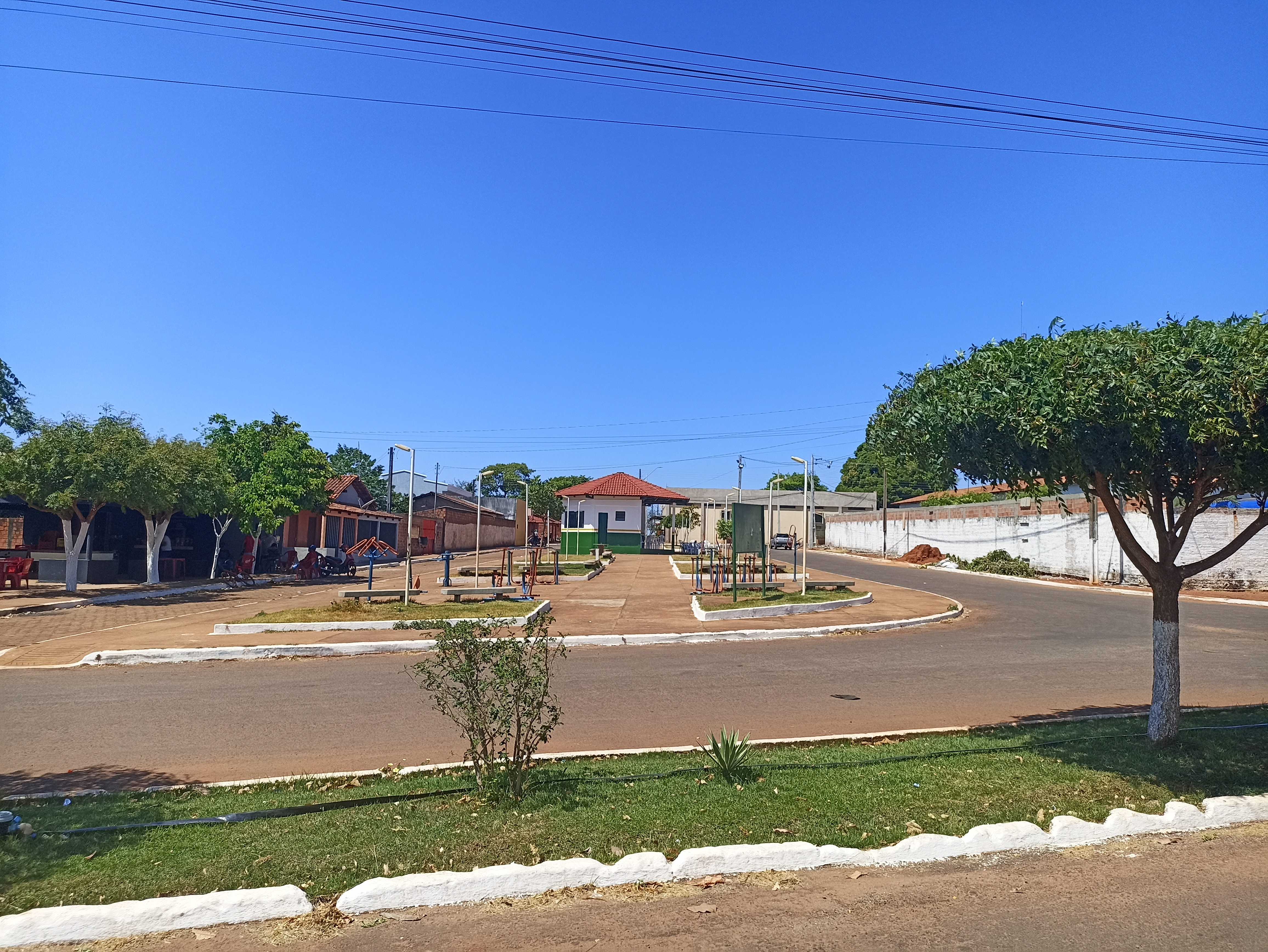
Aspecto da cidade
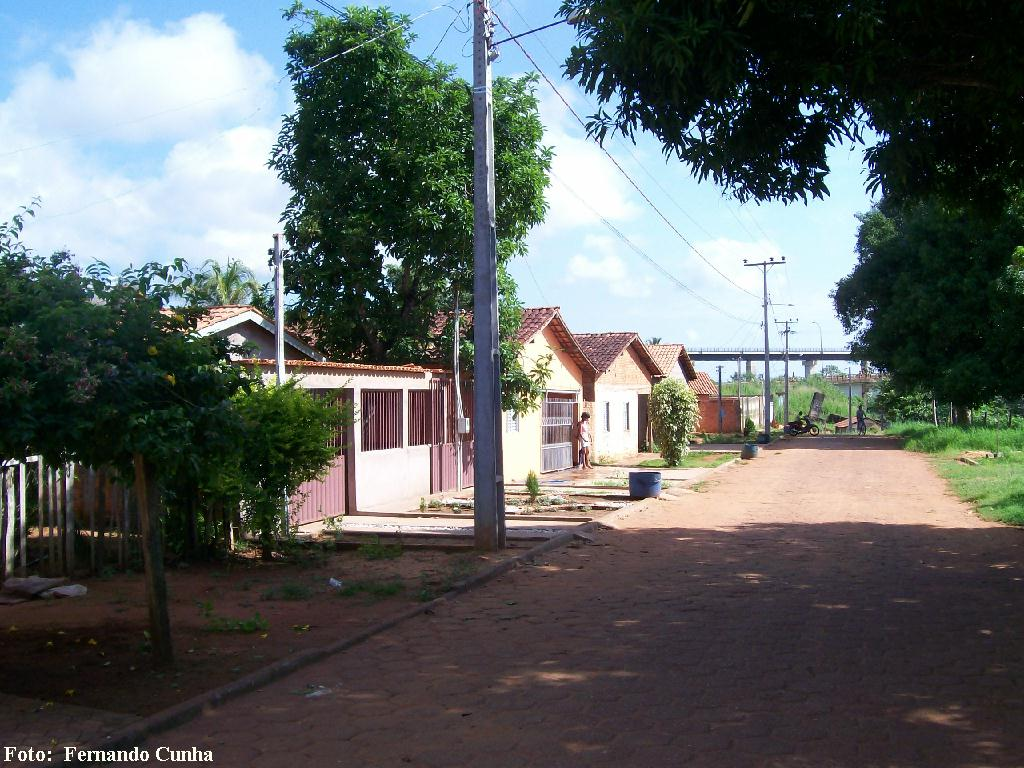
Uma bucólica rua de Aguiarnópolis. Ao fundo a Ponte Juscelino Kubitschek de Oliveira sobre o rio Tocantins.
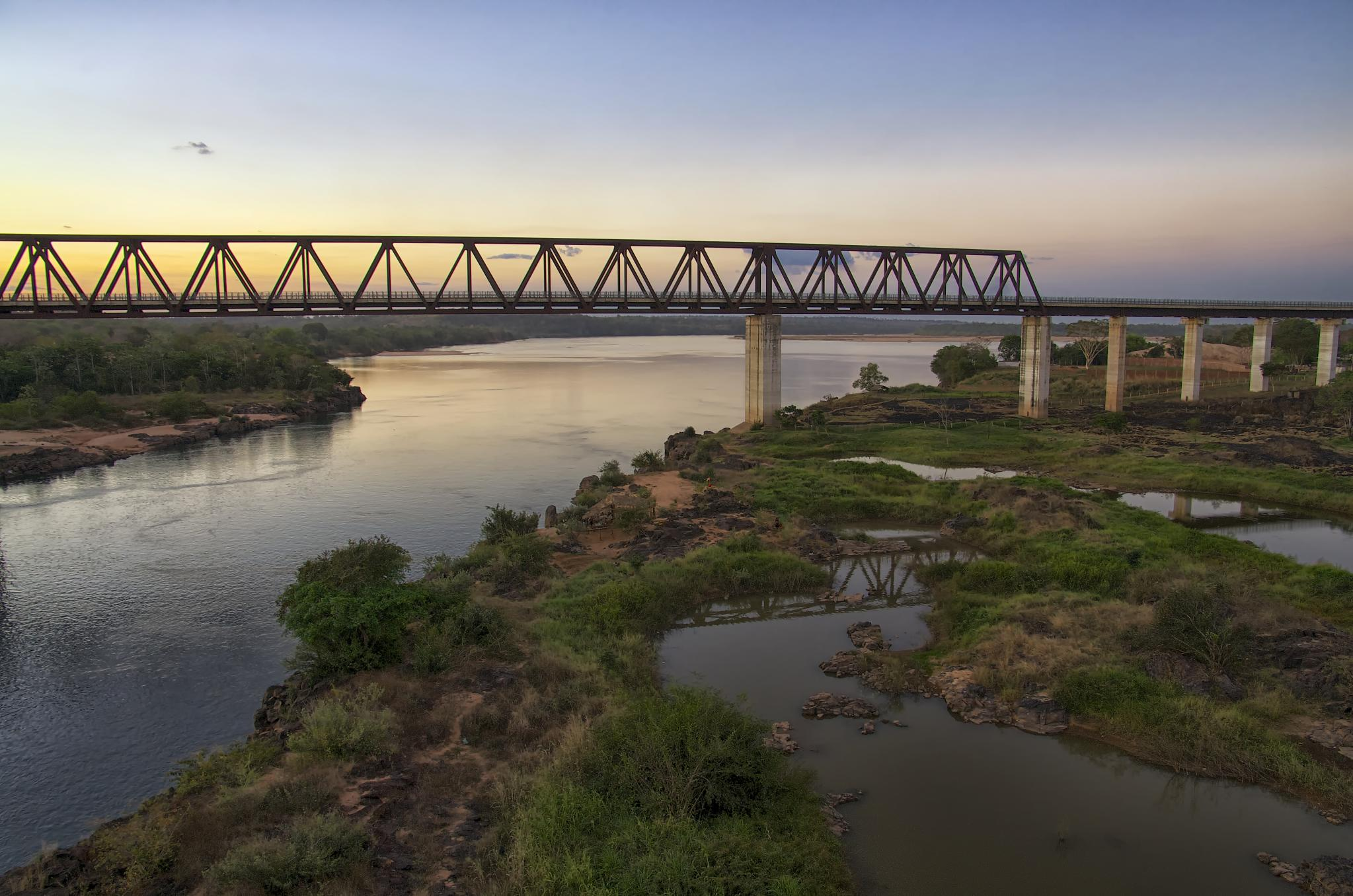
Ponte Ferroviária Estreito-Aguiarnópolis